# 波赫丹尼夫卡 (里夫內區)
50°34′27″N 27°2′59″E / 50.57417°N 27.04972°E
波赫丹尼夫卡（烏克蘭語：Богданівка），是烏克蘭西北部的村莊，隸屬里夫內州的里夫內區。該村始建於1568年，面積1.53平方公里，2001年人口610，人口密度每平方公里400人。